# Blue Box (Phreaking)
|  | Info zur Audio-Datei |

Eine Blue Box ist eine elektronische Schaltung, mit der ein 2600-Hertz-Ton produziert werden kann. Dieser Ton wurde von CCITT-v5-kompatiblen Vermittlungsstellen (z. B. in den Vereinigten Staaten, Japan und Frankreich) benutzt, um sich untereinander Gesprächsweiterleitungen anzuzeigen. Beim Phreaking wurden damit kostenlose Telefonate erschlichen. Heute eingesetzte Vermittlungstechnik lässt das Blue Boxing generell nicht mehr zu.
Entdeckt wurde das Blue Boxing von Joybubbles (Geburtsname Josef Carl Engressia, Jr.). Engressia entdeckte durch Zufall, dass er durch Pfeifen eines viergestrichenen E (e4) kostenlose Telefonate führen konnte. Dieser Ton wurde von der damaligen Telefongesellschaft AT&T in den 1960er Jahren benutzt, um die Leitungsbelegung zu regeln. Der Bastler John T. Draper erweiterte die Methode und ermöglichte eine Subkultur des Hackens. John T. Draper nannte sich später Captain Crunch, weil der 2600-Hz-Ton auch mit einer Plastikpfeife aus einer Tüte Cap’n-Crunch-Frühstücksflocken erzeugt werden konnte. Gemeinsam mit Steve Jobs begann Steve Wozniak selbstgebaute Blue Boxes zu verkaufen. Draper wurde kurz darauf vom FBI verhaftet und in der Folge zu einer fünfjährigen Bewährungsstrafe verurteilt.

## Funktion

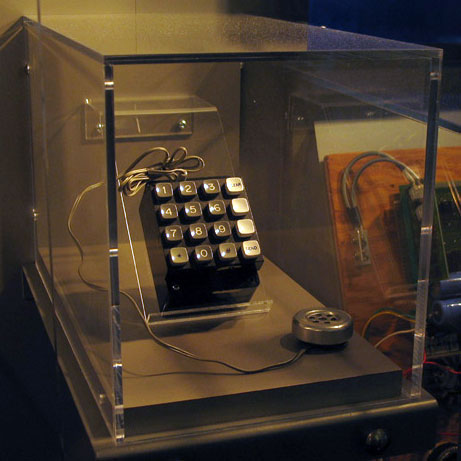
Diese Blue Box gehörte einmal Steve Wozniak, dem Mitbegründer von Apple, und ist im Computer History Museum ausgestellt

Wählte man in den 1960er bis in die 1980er Jahre im US-amerikanischen Telefonsystem eine Telefonnummer, die an der gleichen Vermittlungsstelle (Ortsvermittlungsstelle) wie das eigene Telefon angeschlossen war (also ein Ortsgespräch, englisch local call), wurde die Verbindung direkt in der Ortsvermittlungsstelle hergestellt. Meist waren diese lokalen Gespräche auch kostenfrei, egal wie lange die Verbindung bestand. Beim Wählen einer Telefonnummer, die außerhalb des eigenen Vermittlungsbereichs liegt (also bei einem Ferngespräch, englisch long distance call), wird eine Vorwahl benötigt. Zwischen der rufenden Ortsvermittlungsstelle und der Vermittlungsstelle am Zielort wird dazu eine spezielle Signalisierung verwendet, die den Verbindungswunsch anzeigt. Diese Signalisierung geschah in den 1960er und frühen 1970er Jahren im US-Telefonsystem zunächst mithilfe von 2600-Hz-Impulsen, später mit Mehrfrequenztönen ähnlich dem Mehrfrequenzwahlverfahren eines Tastentelefons, die über eine Fernleitung zur entfernten Vermittlungsstelle übertragen wurden.
Die Bluebox machte sich zunutze, dass diese Steuersignale in demselben analogen Sprachkanal übertragen wurden, der auch für die Übertragung des regulären Telefongespräches verwendet wird. Man spricht in diesem Fall auch von einem analogen inband signaling, im Gegensatz zu dem später üblicherweise eingesetzten digital realisierten outband signaling, auch als common channel signalling (CCS) bezeichnet, bei dem die Steuerinformationen zur Vermittlung über eigene, vom Sprachkanal getrennte Datenverbindungen übermittelt werden und Manipulationen mit der Blue-Box-Technik grundsätzlich nicht mehr möglich sind.
Durch diese Inband-Signalisierung war es möglich, dass ein Teilnehmer diese von den Vermittlungsstellen zur Kommunikation genutzten Tonfolgen von einem gewöhnlichen Telefon aus senden und so die Vermittlungsstellen beeinflussen konnte. Zunächst erzeugte man mit der Bluebox einen 2600-Hz-Ton, um eine freie Fernleitung zu bekommen, ohne eine Vorwahl zu wählen. Danach wählte man mit 2600-Hz-Impulsen die gewünschte Telefonnummer – das Prinzip war ähnlich der Impulswahl, nur mit Tönen. Dadurch konnte der Zähler an der eigenen Vermittlungsstelle umgangen werden, da dieser nur „normal“ über eine entsprechende Vorwahl gewählte Ferngespräche erfassen konnte. Da Telefongespräche innerhalb derselben Ortsvermittlungsstelle ohnehin gratis waren, waren die so erschlichenen Ferngespräche völlig kostenlos.
Nachdem in den Folgejahren das Signalisierungsprotokoll zwischen den Ortsvermittlungsstellen auf ein Mehrfrequenzverfahren umgestellt worden war, baute Draper sogenannte Multi-Frequenz-Geräte, mit denen er die benötigten unterschiedlichen Töne generieren konnte. Diese Geräte wurden zunächst MF-Boxen genannt. Die Bezeichnung Blue Box entstand angeblich, als Draper eine der ersten MF-Boxen dem blinden Jungen Joe schenkte und der die Farbe des Geräts wissen wollte. Weil Draper den Frequenzgenerator in eine alte blaue Kiste eingebaut hatte, nannte Joe das Gerät Blue Box. Später setzte sich der Begriff Blue Box auch als Bezeichnung für die Methode selbst durch und wurde weltweit als Blueboxing bekannt.

## Verwendete Frequenzen
Bei Blue Box kamen folgende Frequenzen zur Anwendung:
| Code   | 700 Hz | 900 Hz | 1100 Hz | 1300 Hz | 1500 Hz | 1700 Hz |
| ------ | ------ | ------ | ------- | ------- | ------- | ------- |
| 1      | ×      | ×      |         |         |         |         |
| 2      | ×      |        | ×       |         |         |         |
| 3      |        | ×      | ×       |         |         |         |
| 4      | ×      |        |         | ×       |         |         |
| 5      |        | ×      |         | ×       |         |         |
| 6      |        |        | ×       | ×       |         |         |
| 7      | ×      |        |         |         | ×       |         |
| 8      |        | ×      |         |         | ×       |         |
| 9      |        |        | ×       |         | ×       |         |
| 0/10   |        |        |         | ×       | ×       |         |
| 11/ST3 | ×      |        |         |         |         | ×       |
| 12/ST2 |        | ×      |         |         |         | ×       |
| KP     |        |        | ×       |         |         | ×       |
| KP/ST2 |        |        |         | ×       |         | ×       |
| ST     |        |        |         |         | ×       | ×       |